# Brian Farrell
Brian Farrell LC (Dublin, Irlanda, 8 de fevereiro de 1944) é um bispo da Cúria da Igreja Católica Romana.
Brian Farrell frequentou a Irish Christian Brothers School em Drimnagh, Dublin. Ele deixou a Irlanda ainda jovem e ingressou na Congregação dos Legionários de Cristo em 1961, completou o noviciado em Salamanca, na Espanha, e iniciou seus estudos na Pontifícia Universidade de Salamanca, onde os Legionários de Cristo mantêm seus estudos religiosos. Em Roma estudou filosofia e teologia católica até 1966 na Pontifícia Universidade Gregoriana e na Pontifícia Universidade de São Tomás de Aquino. 
Recebeu o Sacramento da Ordem em 26 de novembro de 1969 na Igreja de Nossa Senhora de Guadalupe e São Filipe Mártir em Roma. De 1970 a 1976 foi mestre de noviços de sua congregação em Connecticut, EUA. Depois que Farrell recebeu seu doutorado em teologia na Gregoriana de Roma em 1981 com uma tese sobre dogmática, ele entrou para o serviço da Secretaria de Estado em 1º de outubro de 1981. De 1999 a 2002 foi Chefe do Departamento de Língua Inglesa na Seção Geral.
Juntamente com Giuseppe Lazzarotto, que mais tarde serviu como núncio papal na Irlanda (2000-2007), Farrell esteve envolvido na Secretaria de Estado desde meados da década de 1980 para moldar as relações do Vaticano com a Irlanda. Brian Farrell é considerado um amigo próximo do cardeal Desmond Connell, que serviu como arcebispo de Dublin de 1988 a 2004 e é controverso por seu envolvimento no encobrimento de casos de abuso infantil pelo clero católico na Irlanda.
O Papa João Paulo II nomeou Farrell como secretário do Pontifício Conselho para a Promoção da Unidade dos Cristãos em 19 de dezembro de 2002 e o nomeou Bispo Titular de Abitinae. O próprio Papa o consagrou como bispo em 6 de janeiro de 2003 na Basílica de São Pedro; Os co-consagradores foram os arcebispos curiais Leonardo Sandri e Antonio Maria Vegliò.
Em 12 de dezembro de 2009, na presença de cerca de 4.300 convidados, Brian Farrell ordenou 59 religiosos da Congregação dos Legionários de Cristo na Basílica Romana de São Paulo Fora dos Muros.
Seu irmão mais novo, Kevin Farrell, também estava com os Legionários de Cristo, mas saiu na década de 1980. Ele se tornou Bispo de Dallas e é Cardeal Prefeito do Dicastério da Família do Vaticano desde o outono de 2016 e Camerlengo da Santa Igreja Romana desde 2019.